# Африканский хорёк
Африканский хорёк, или цорилла, или зорилла (лат. Ictonyx striatus) — хищное млекопитающее семейства куньих.
Название цорилла произошло от испанского слова zorro (лиса). Африканский хорёк имеет чёрный окрас с широкими белыми продольными полосами, хвост белый и пушистый, на голове имеются белые пятна, снизу тело тёмное, почти чёрное. Африканский хорёк, как и большинство куньих, защищается от врагов при помощи анальных желез, которые выделяют вонючий секрет, при этом он по запаху не уступает секрету, выделяемому скунсом. Длина тела африканского хорька 28—38 см, хвоста 20—30 см. Масса самок составляет 596—880 г, самцов 681—1 460 г. Спаривание самки и самца может длиться 60—100 минут. Щенки африканского хорька рождаются в период с октября по март, через 5—6 недель беременности, в помёте 2—3 детёныша. Масса новорожденных всего 12—15 граммов. Клыки появляются на 33-й день, глаза у щенков открываются на 40-й день. Самка рожает один помёт за сезон, но если щенки умерли в раннем возрасте, то самка африканского хорька может принести ещё одно потомство. Продолжительность жизни в неволе до 15 лет.

## Подвиды
Включает 19 подвидов:
- Ictonyx striatus striatus Perry, 1810 ( I. s. capensis (A. Smith, 1826),  I. s. mustelina (Wagner, 1841),  I. s. pondoensis Roberts, 1924,  I. s. variegata (Lesson, 1842));
- Ictonyx striatus albescens Heller, 1913;
- Ictonyx striatus arenarius Roberts, 1924;
- Ictonyx striatus elgonis Granvik, 1924;
- Ictonyx striatus erythreae de Winton, 1898;
- Ictonyx striatus ghansiensis Roberts, 1932 ( I. s. nigricaudus Roberts, 1932);
- Ictonyx striatus giganteus Roberts, 1932;
- Ictonyx striatus intermedius Anderson et de Winton, 1902;
- Ictonyx striatus kalaharicus Roberts, 1932;
- Ictonyx striatus lancasteri Roberts, 1932;
- Ictonyx striatus limpopoensis Roberts, 1917;
- Ictonyx striatus maximus Roberts, 1924;
- Ictonyx striatus obscuratus de Beaux, 1924;
- Ictonyx striatus orangiae Roberts, 1924;
- Ictonyx striatus ovamboensis Roberts, 1951;
- Ictonyx striatus pretoriae Roberts, 1924;
- Ictonyx striatus senegalensis J. B. Fischer, 1829;
- Ictonyx striatus shoae Thomas, 1906;
- Ictonyx striatus shortridgei Roberts, 1932.